# Phisis vittata
Phisis vittata är en insektsart som beskrevs av Kevan, D.K.M. 1992. Phisis vittata ingår i släktet Phisis och familjen vårtbitare. Inga underarter finns listade i Catalogue of Life.